# Гамза аль-Мухтасіб аль-Муджахід
Гамза аль-Мухтасіб аль-Муджахід (араб. حمزة بن أبو هاشم الحسن; помер 2 листопада 1067) – імам зейдитської держави у Ємені від 1060 до 1067 року.

## Життєпис
Був сином імама Абу Хашіма аль-Хасана, допомагав батькові, коли той проголосив свій імамат 1031 року. Після смерті імама Абуль Фатха ан-Насіра ад-Дайламі 1053 року у битві проти Сулайїдів протягом кількох років нового імама обрано не було.
Більша частина Ємену перебувала на той час під владою сулайїдського правителя Алі аль-Сулайї, який керував Саною та землями на південь від неї до 1063 року. Тим часом зейдити північного високогір'я намагались завадити розширенню влади Сулайїдів. 1060 року вони проголосили Гамзу імамом. 1067 року Алі аль-Сулайї був убитий за наказом наджахідського правителя Саїда бін Наджаха з Забіда. Гамза одразу ж спробував скористатись таким шансом і захопити Сану, але його атаку відбив відданий полководець еміра Алі. Після цього імам зібрав своїх прибічників і вступив у відкритий бій з Сулайїдами 2 листопада 1067, але знову зазнав поразки та був убитий разом з одним зі своїх синів. Після смерті Гамзи почався 72-річний період, протягом якого зейдити не мали імама.